# Apis florea
L'ape nana (Apis florea Fabricius, 1787), è un'ape diffusa in Asia meridionale e nel Sud-est asiatico.

## Caratteristiche

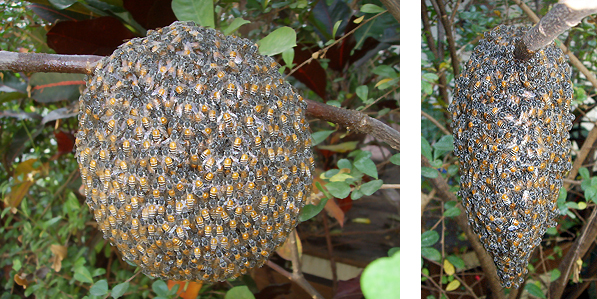
Un nugolo di Apis florea

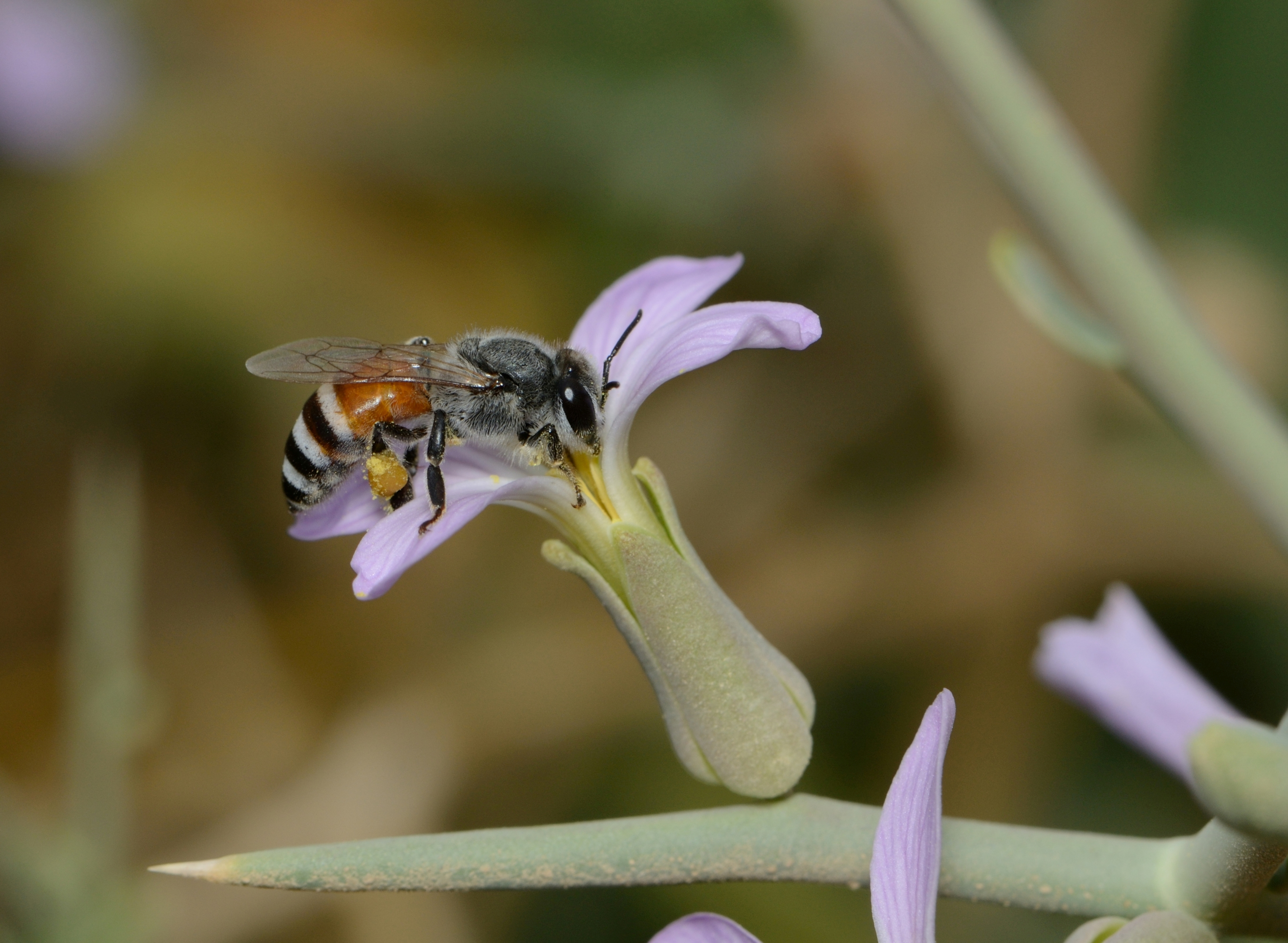
Operaia al lavoro su una Zilla spinosa ad Eilat, Israele

L'ape nana, costruisce un solo favo piccolo sui rami.
Le dimensioni dei favi sono circa di 15 cm, le celle hanno ampiezza diversa.

## Distribuzione
L'Apis florea è diffusa prevalentemente in Asia, in zone pianeggianti, dove l'estate può avere temperature che vanno oltre i 48 °C.

## Tassonomia e filogenesi
Lo zoologo danese Johan Christian Fabricius identificò per la prima volta l'Apis florea nel 1787. L'A. florea è un membro del genere Apis. Gli Apidae sono una famiglia eterogenea di api che comprende api mellifere, api delle orchidee, bombi, api senza pungiglione, api cuculo e api carpentiere. Il nome Florea è di origine rumena. L'A. florea è originaria del sud-est asiatico e quindi una delle api più basali filogeneticamente. Ciò suggerisce che le api mellifere abbiano avuto origine in questa regione, con A. florea che è una delle più antiche e potenzialmente simile agli antenati; quindi la sua prima apparizione nella filogenesi avviene prima di quella di A. mellifera e A. cerana. A. mellifera molto probabilmente si è evoluta da A. florea e poi è migrata in Europa. L'A. florea, un'ape mellifera nana, è una specie sorella di Apis andreniformis. Queste specie sorelle sono la linea evolutiva più antica delle api mellifere, molto probabilmente divergenti nell'era Bartoniana.

## Descrizione e identificazione
L'A. florea è chiamata "ape nana" per le sue piccole dimensioni rispetto ad altre api mellifere. Un'operaia è in genere lunga 7–10 mm e la sua colorazione complessiva è rosso-marrone. Una colonia costruisce un singolo favo esposto solitamente sui rami degli alberi o sugli arbusti. L'A. florea produce miele che viene raccolto e mangiato in Thailandia e Cambogia. Sono eccellenti impollinatori, il che conferisce loro un importante ruolo ecologico nei luoghi in cui vivono. I fuchi hanno una biforcazione simile a un pollice chiamata basitarsus, che si trova a due terzi della lunghezza della tibia. Il lobo fimbriato di A. florea ha tre protrusioni e pungono utilizzando due punte stilografiche.
L'Apis florea e le sue specie sorelle insieme costituiscono il sottogenere Micrapis e sono le più primitive delle specie viventi di Apis, come si evince dalle piccole dimensioni della colonia e dalla semplice costruzione del nido. I singoli favi esposti sono costruiti su rami di arbusti e piccoli alberi. La particolarità delle due specie A. florea e A. andreniformis è stata stabilita inequivocabilmente negli anni '90. L'A. florea è più rossa e le operaie anziane hanno sempre un primo addome rosso (le operaie più giovani sono di colore più chiaro, come nel caso delle api mellifere giganti); L'A. andreniformis è generalmente più scura e il primo segmento dell'addome è completamente nero nelle api vecchie.

## Distribuzione e habitat

Mappa della distribuzione mondiale di Apis florea

Le Apis florea si trovano nei paesi del sud-est asiatico, in particolare in Thailandia, Iran, Oman, Emirati Arabi Uniti, India, Myanmar e alcune parti della Cina, Cambogia e Vietnam. Dal 1985 le Apis florea si trovano anche in Sudan. Vivono in habitat forestali ma sono anche impollinatori di colture di frutta tropicale in Thailandia. Le Apis florea costruiscono nidi esposti sempre con un singolo favo su un singolo ramo. Se stanno costruendo un nuovo nido vicino a quello vecchio, recuperano la cera dal vecchio nido. Altre specie di api mellifere non mostrano questo comportamento, forse a causa del rischio di contaminazione di agenti patogeni.
Anche all'interno della specie questo comportamento differisce, le colonie che migrano per meno di 200 metri si impegnano nel riciclaggio della cera, ma le colonie che migrano per distanze maggiori non lo fanno.
Nel 2024, per la prima volta in Europa, a Malta è stata registrata una colonia di Apis florea potenzialmente pericolosa per le popolazioni di api autoctone.

## Ciclo della colonia
Il ciclo annuale della colonia di api mellifere comprende migrazione, sciamatura e fuga. Le A. florea migrano stagionalmente da un habitat all'altro. Ciò potrebbe aumentare l'idoneità della colonia, poiché le api mellifere cercano nuovi territori, risorse o una riduzione dei parassiti. Una volta che una colonia è cresciuta troppo per il suo spazio alveare, si riprodurrà tramite sciamatura. Durante le stagioni più calde come la primavera e l'estate, le temperature ambientali consentono alle api mellifere di cercare attivamente il cibo e si riprodurranno frequentemente. Durante le stagioni più fredde dell'autunno e dell'inverno, le colonie diminuiscono di dimensioni perché dipendono dalle riserve di cibo. Prima di sciamare, la colonia costruirà celle reali in modo che le regine vergini possano allevare giovani regine. Prima che le nuove regine emergano, le operaie della colonia cercano un nuovo sito di nidificazione. Successivamente, le api sceglieranno chi rimane e chi se ne va. Similmente al comportamento di fuga, la vecchia regina sciamerà mentre le nuove regine si preparano per l'emersione.

## Riproduzione e durata della vita
In una singola patrilinea, più operaie significano che la colonia produrrà più fuchi. L'elevata frequenza di accoppiamento nella A. florea è stata selezionata evolutivamente come osservato in altri membri del genere. La durata media della vita di un fuco è di 15,6 giorni, che varia da 6 a 41 giorni. La regina ha una durata di vita molto più lunga, coerente con la longevità della colonia. L'A. florea ha operaie che controllano l'ambiente per garantire che le uova delle operaie vengano distrutte a una velocità doppia rispetto alle uova delle regine usando l'ovofagia. Le uova delle regine sono contrassegnate in modo da evitare la distruzione da parte delle api operaie. Poiché questo comportamento è osservato anche nelle A. mellifera, ciò suggerisce che i comportamenti del meccanismo di controllo si sono evoluti prima della divergenza del genere Apis.

## Dieta
Gli adulti di A. florea mangiano principalmente miele e nettare, ma nutrono anche la covata di polline. Le future regine vengono nutrite con pappa reale e vengono allevate in celle più grandi, così diventano più grandi.

## Foraggiamento
L'A. florea utilizza i rami su cui sono posizionati e costruiti i favi come centri informativi per la ricerca del cibo. Essi servono come luogo per la danza delle api che trasmette importanti informazioni sulla ricerca del cibo ad altre api. Sono comunemente viste cercare cibo vicino a rami e piccoli cespugli. Cercano principalmente polline e nettare come fonti di cibo, nonché acqua e sicurezza dai predatori. Il loro frequente foraggiamento e il lungo raggio di migrazione mostrano il loro alto grado di mobilità. Tendono a costruire favi a quote più basse, lontano dalla luce solare diretta e sul lato periferico dei rami delle piante. L'A. florea cerca cibo apertamente, a differenza dell'A. cerana che cerca cibo principalmente in parti dell'alveare che non sono visibili. Il dialetto osservato in A. florea non è correlato al raggio di ricerca del cibo. L'A. florea tende ad avere una durata di ricerca del cibo più lunga rispetto ad altre api di questo genere, forse perché richiedono territori più piccoli a quote più basse e costruiscono favi aperti su rami o rametti. Le loro piccole dimensioni richiedono più tempo per cercare polline o nettare perché hanno un limite alla quantità di cibo che possono trasportare. Pertanto, vale la pena per questo tipo di api spendere energia per cercare cibo per un periodo più lungo se ciò significa ottenere il beneficio di una fonte di cibo altamente nutriente.

## Concorrenza
L'A. florea dimostra comportamenti aggressivi quando compete per il territorio. Inoltre, compensano le loro piccole dimensioni e il limitato raggio di volo con un comportamento più aggressivo poiché anche il loro raggio di volo è limitato. Ciò suggerisce che il comportamento aggressivo è naturalmente selezionato in A. florea perché facilita la difesa dei fiori in un territorio più piccolo.

## Sistemi di accoppiamento
Quando una regina si accoppia, lo sperma viene trasferito direttamente nella spermateca. In particolare, le femmine di A. florea non producono muco come segno di accoppiamento, a differenza delle regine di A. mellifera. I maschi di A. florea usano un organo a forcella sulla zampa posteriore per tenere ferma la zampa della regina durante l'accoppiamento. Studi anatomici supportano l'ipotesi che le A. florea si accoppino tramite trasferimento diretto dello sperma. Le regine di A. florea si accoppiano in genere con 3-4 maschi. Le A. florea si accoppiano con meno fuchi rispetto alle A. mellifera. Le regine di A. mellifera si accoppiano con un massimo di 25 fuchi e depositano semplicemente gli spermatozoi negli ovidotti della regina, dove solo il 10% degli spermatozoi raggiunge la spermateca. Pertanto, le A. florea utilizzano il metodo di trasferimento dello sperma più efficiente dal punto di vista energetico.

## Difesa
Le A. florea mostrano meccanismi di difesa sociale altamente specifici quando avvertono predatori nelle vicinanze. Ad esempio, in genere mostrano un comportamento sibilante e scintillante, oltre a nidificare tra fitte chiome per mimetizzarsi dai potenziali predatori. Un esempio più toccante è la risposta comportamentale specifica che mostrano contro il loro predatore predominante, la formica tessitrice O. smaragdina. Quando queste formiche sono nelle vicinanze, le api producono e depositano barriere appiccicose per ostruire il loro percorso. Le api di guardia si mettono al riparo in questa zona appiccicosa e iniziano ad allertare le altre api usando specifici suoni sibilanti con l'obiettivo di prevenire incursioni complete da parte delle formiche. Nel tempo, vengono reclutate più api per contribuire a questa barriera della zona appiccicosa che rafforza la loro difesa.

### Piping
La difesa di una grande colonia di api sociali contenente diverse migliaia di operaie richiede l'azione simultanea di molti individui, che idealmente implica la comunicazione tra le operaie, consentendo un'azione coordinata e una risposta rapida. Le Apis florea impiegano una strategia difensiva chiamata "piping", in cui un individuo emette un segnale di avvertimento iniziale ("piping"), seguito 0,3-0,7 secondi dopo da una risposta generale da un gran numero di api ("hissing"). Con una frequenza fondamentale di 384 ± 31 Hz che dura 0,82 ± 0,35 secondi, il piping è udibile all'orecchio umano. Il sibilo ("hissing") è un segnale rumoroso a banda larga che è anche udibile all'orecchio umano e prodotto da lievi movimenti delle ali delle api. Gli individui vicini all'ape che emette questo suono sono i primi a "sibilare", che si diffonde rapidamente ai vicini fino a quando non viene prodotto un impressionante crescendo coordinato dall'intera colonia. Il suono del piping e del sibilo è accompagnato dalla cessazione delle attività dei lavoratori, come la danza del foraggiamento e le partenze dalla colonia.

## Comunicazione
In quanto api sociali, le A. florea necessitano di un meccanismo di comunicazione, soprattutto quando trasmettono informazioni spaziali importanti sulla ricerca del cibo, tra cui direzione e distanza.

## Diversità genetica
Anche in un singolo nido c'è un'elevata diversità genetica tra le api Apis florea. Poiché le regine delle api mellifere sono poligame, esiste una forte variabilità genetica. La tendenza di questa specie a svolgere determinati compiti dipende da questa variazione. Ad esempio, la ventilazione del nido è eseguita da un gruppo specifico di operaie, quando il nido raggiunge una soglia di temperatura specifica.

### Divisione del lavoro
Gli individui più giovani di Apis florea lavorano all'interno dei nidi eseguendo la manutenzione mentre gli individui più anziani sono responsabili della protezione e del foraggiamento. Quando una regina si accoppia con più maschi non imparentati, nella colonia emergono operaie genotipicamente diverse. Queste colonie possono essere più adatte delle colonie geneticamente uniformi forse perché sono in grado di tollerare una gamma più ampia di condizioni ambientali. In tali casi, l'A. florea può utilizzare la specializzazione dei compiti basata sulla genetica, in cui le figlie altamente imparentate di un maschio aploide hanno predisposizioni genetiche per intraprendere determinati compiti. Ciò potrebbe spiegare perché la poliandria si è evoluta e si è mantenuta.

## Ecologia
A parte le loro piccole dimensioni, i nidi semplici esposti e il linguaggio di danza semplificato, il ciclo di vita e il comportamento di questa specie sono abbastanza simili ad altre specie di Apis. Le operaie di A. florea, come quelle della specie A. mellifera, si impegnano anche nel "controllo delle operaie" (worker policing), un processo in cui le uova non regine vengono rimosse dall'alveare. È stato osservato che colonie di A. florea senza regina si fondono con colonie vicine di A. florea con regina, suggerendo che le operaie sono attratte dai feromoni delle api regine.

### Parassiti
I principali parassiti di A. andreniformis e A. florea appartengono al genere di acari Euvarroa. Tuttavia, la specie A. andreniformis viene attaccata dalla specie Euvarroa wongsirii, mentre Euvarroa sinhai preda A. florea e colonie di A. mellifera importate. Le due specie di Euvarroa presentano differenze morfologiche e biologiche: mentre E. wongsirii ha una forma del corpo triangolare e una lunghezza di 47–54 µm, E. sinhai ha una forma più circolare e una lunghezza di 39–40 µm.

### Migrazione
L'Apis florea può migrare in una varietà di luoghi diversi a causa dell'introduzione umana o di sua spontanea volontà. Rappresenta una minaccia per gli insetti nativi come Apis mellifera perché competono per le stesse risorse.

### Predatori
I predatori più dominanti per Apis florea sono le formiche e altri artropodi. Questo tipo di api impiega due linee di difesa. La prima è contro qualsiasi oggetto che cade come foglie o altri detriti. L'A. florea usa la tecnica della spinta della testa per spostare gli ostacoli. La seconda linea di difesa è contro le formiche e altri artropodi. Creano infatti barriere appiccicose o repellenti per difendersi.

## Interazione umana
L'A. florea ha due interazioni principali con gli esseri umani: la caccia e il turismo. In Asia, la caccia di queste api è diffusa perché sono innocue per gli esseri umani e hanno anche un significato sociale e culturale per le due principali religioni in Asia: l'induismo e il buddismo. Nella cultura indù, il miele di queste api rappresenta "la miscela di tutto" e viene servito con altri ingredienti in una varietà di cerimonie tradizionali. Nella cultura buddista, donare miele ai monaci è considerato uguale all'elemosina, uno dei modi più espressivi per ricompensare una buona azione. Oltre a essere ampiamente cacciati e ad avere un alto valore culturale, i siti di caccia al miele (la raccolta del miele da colonie di api selvatiche) sono considerati siti turistici in luoghi come il Nepal. L'aumento della deforestazione dovuto all'industrializzazione ha aumentato la migrazione delle api verso aree meno popolate, quindi l'interazione umana è principalmente limitata alle regioni abbastanza rurali dell'Asia.